# Pico McClintock
El pico McClintock (2.527 m) se encuentra en la cordillera Lewis, en el Parque nacional de los Glaciares en el estado estadounidense de Montana. El Pico McClintock está situado a lo largo de la divisoria continental de América . El lago de los Siete Vientos se encuentra bajo la ladera este del pico y el monte Morgan está a 0,90 km al sur.

## Geología
Al igual que otras montañas del Parque nacional de los Glaciares, está formada por roca sedimentaria acumulada durante los períodos precámbrico y jurásico. Formada en mares poco profundos, esta roca sedimentaria se elevó inicialmente hace 170 millones de años cuando el cabalgamiento Lewis empujó una enorme placa de rocas precámbricas de 4,8 km de espesor, 80 km de ancho y 260 km de largo sobre rocas más jóvenes del período cretácico.

## Clima

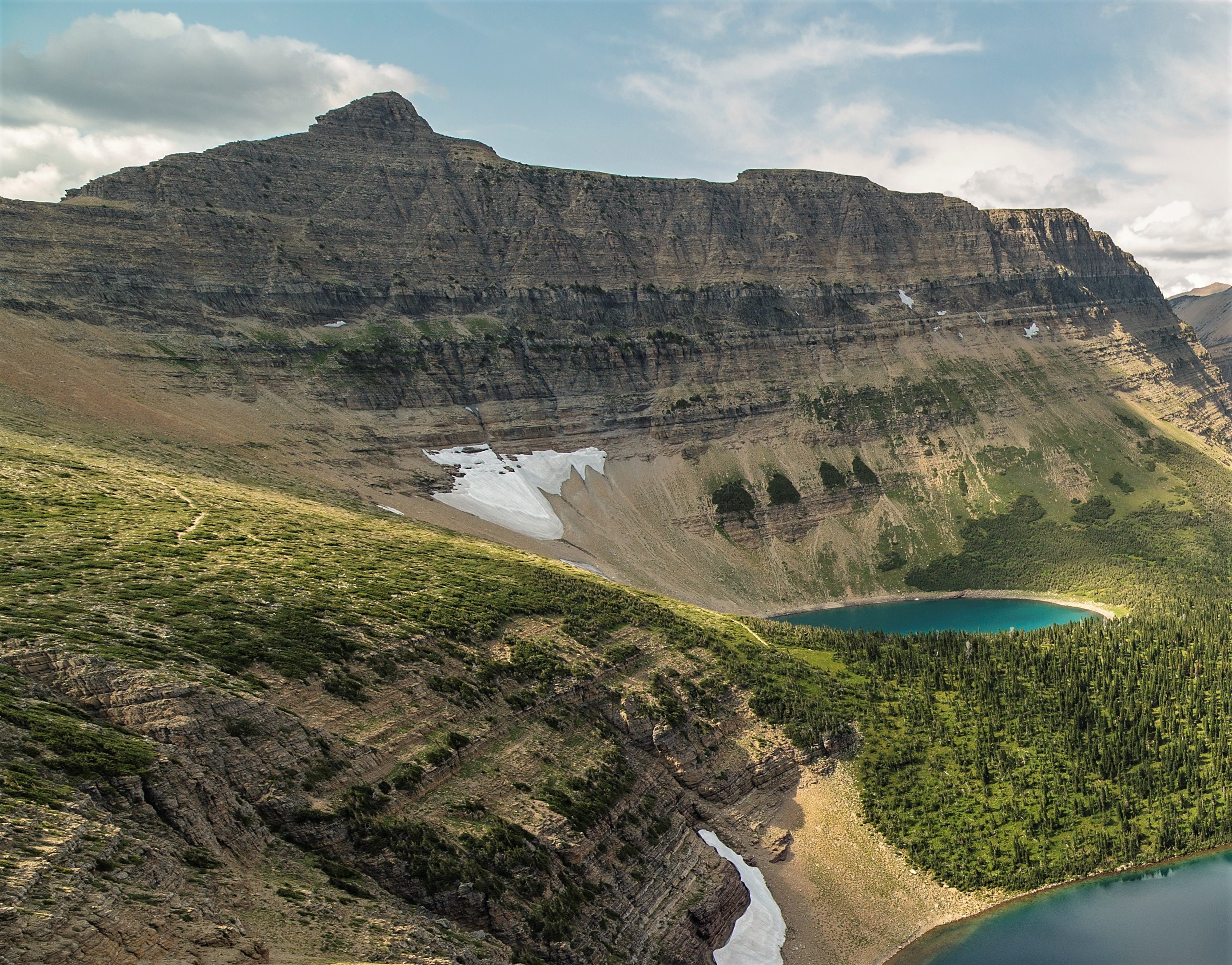
Aspecto sureste del pico McClintock visto con el lago de los Siete Vientos desde el paso de Pitamakan.

Según el sistema de clasificación climática de Köppen, la montaña se encuentra en una zona climática subpolar alpina con inviernos largos, fríos y nevados, y veranos de frescos a cálidos. Las temperaturas invernales pueden descender por debajo de -23 °C, con factores de sensación térmica inferiores a -34 °C. Debido a su altitud, recibe precipitaciones todo el año, en forma de nieve en invierno y de tormentas eléctricas en verano.